# Međunarodno privatno pravo
Međunarodno privatno pravo grana je prava unutar pravnog sustava jedne države koja sadrži pravna pravila, načela i metode za rješavanje privatnopravnih situacija s međunarodnim obilježjima. Naziv međunarodno privatno pravo prvi je uveo američki pravni teoretičar Joseph Story (1789. – 1845.). Danas u anglosaksonskom pravnom krugu ipak preteže naziv pravo sukoba zakona (engleski law of the conflict of laws).
U situacijama s međunarodnim obilježjem sudovi jedne države pod određenim pretpostavkama primjenjuju pravo strane države ili prava više stranih država. Pravo koje države će sud primijeniti na određenu pravnu situaciju, određuje se pravilima o određivanju mjerodavnog prava, koje se nazivaju kolizijskim pravilima.

## Kolizijskopravna metoda
Kolizijska pravila su dio unutrašnjeg prava neke države (tj. dio njezina pravnog sustava). Kolizijska pravila propisuju se u pravilu zakonom, ali sadrže ih i mnogi međunarodni ugovori. Unutar pravnog sustava Europske unije kolizijska pravila propisuju se uredbama Vijeća EU, zamjenjujući pojedinačna pravila međunarodnog privatnog prava jedinstvenim pravom Unije.
Da bi se na osnovi kolizijskih pravila primijenilo pravo strane države, osim što pravna situacija mora imati određenih doticaja s tom državom, mora se raditi i o situacijama koje uređuje pravo što se može primjenjivati i izvan granica te države. To su privatnopravne situacije, odnosno građanskopravne, trgovačke, obiteljskopravne, djelomično radnopravne te pomorske situacije.
Primjeri situacija s međunarodnim obilježjima
- Mađar i Njemica žele sklopiti brak u Republici Hrvatskoj – javlja se pitanje po kojem se pravu ocjenjuje sposobnost za sklapanje braka bračnih drugova, ali i mnoga druga pravna pitanja?
- kupoprodajni ugovor sklopljen je u Austriji između hrvatskog i talijanskog trgovačkog društva
- francuski državljanin umre u Hrvatskoj, a ima nekretnine u Belgiji, a pokretnine u Italiji – po kojem pravu se raspravlja ostavina?

## Poveznice
- Međunarodno građansko privatno pravo

## Vanjske poveznice
- Izvori hrvatskog međunarodnog privatnog prava  Arhivirana inačica izvorne stranice od 28. rujna 2007. (Wayback Machine)